# 花巻農業協同組合
花巻農業協同組合（はなまきのうぎょうきょうどうくみあい、略称JAいわて花巻、花巻農協）は、岩手県花巻市に本店を置く農業協同組合。

## 沿革
- 1998年3月1日 - 花巻地域1市3町に所在する各農協が新設合併し、花巻農業協同組合が発足。
- 2008年5月1日 - 北上市・西和賀・遠野地方の3農協を吸収合併。

## 店舗

### 花巻地域
花巻市
- 本店 - 野田316-1
- 花巻支店、宮野目支店 - 豊沢町244-1
- 矢沢支店 - 高木11-75
- 湯本支店 - 湯本4-31-8
- 湯口支店 - 円万寺法船134-3
- 笹間支店、太田支店 - 北笹間13-45
- 石鳥谷支店 - 石鳥谷町八幡4-160
- 石鳥谷東支店 - 石鳥谷町新堀55-51-1
- 大迫町支店 - 大迫町大迫4-41
- 東和町支店 - 東和町土沢6区111

### 北上地域
北上市
- 北上支店、みなみ支店、さくら支店、二子支店 - 流通センター19-33
- 和賀町支店、岩崎支店、横川目支店 - 和賀町藤根18-39-3
- 江釣子支店 - 上江釣子17-210-1

### 西和賀地域
和賀郡
- 湯田支店、沢内支店 - 西和賀町沢内字大野12-150

### 遠野地域
遠野市
- 遠野支店、上郷支店、宮守支店 - 松崎町白岩15-10-1

釜石市
- 釜石支店、鵜住居支店 - 大渡町1-1-11

上閉伊郡
- 大槌支店 - 大槌町大槌16-28

## 主な作物
- 米
- 雑穀類
- ねぎ
- きゅうり
- ピーマン
- えだまめ
- りんご
- ぶどう
- セイヨウナシ
- 花（リンドウ・トルコギキョウ） など。